# Colocasia umbrosa
Colocasia umbrosa är en fjärilsart som beskrevs av Alfred Ernest Wileman 1911. Colocasia umbrosa ingår i släktet Colocasia och familjen Pantheidae. Inga underarter finns listade i Catalogue of Life.